# Evangelisch-lutherische Kirche (Eschelbronn)

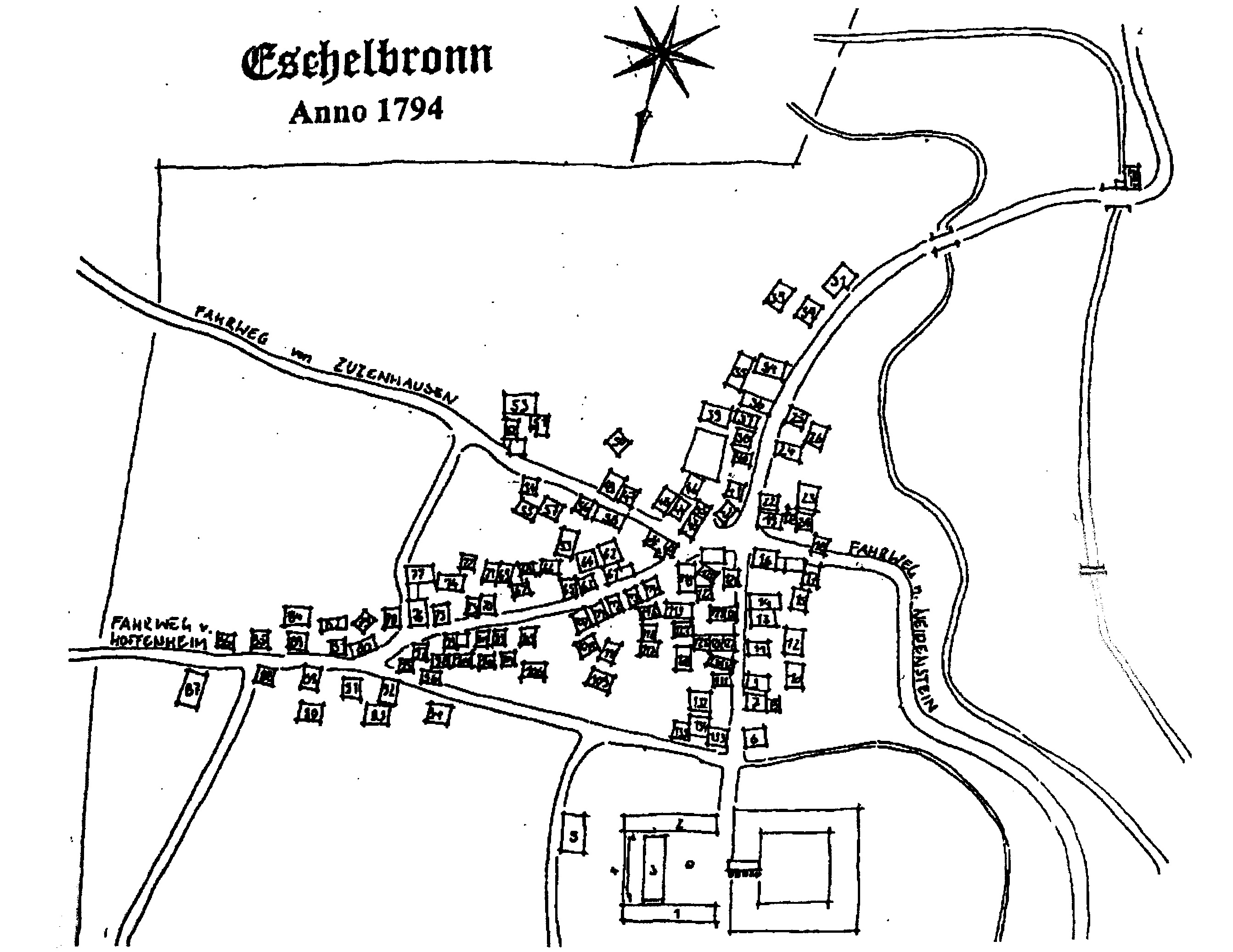
Auf einer Karte aus dem Jahr 1794 ist die Evangelisch-lutherische Kirche eingezeichnet.

Die Evangelisch-lutherische Kirche in der baden-württembergischen Gemeinde Eschelbronn befand sich 1575–1807 am Marktplatz des Ortes und diente der Gemeinde bis zu ihrem Abriss und der Errichtung der späteren Evangelischen Kirche von Eschelbronn als Gotteshaus. Laut Erzählungen und Knochenfunden befand sich neben der Kirche auch eine örtliche Begräbnisstätte.

## Geschichte
Die Kirche wurde 1575 durch die Herren von Seckendorff und von Bauz erbaut, nachdem die Bevölkerung Eschelbronns 1526 durch den Ortsherrn Joachim von Seckendorf lutherisch getauft wurde. Erster belegter Pfarrer der Gemeinde war Johannes Meyer aus Beilstein, der im Baujahr der Kirche sein Theologiestudium an der Universität Tübingen abgeschlossen hatte und das Amt in Eschelbronn mindestens bis 1598 ausübte. 1613 wechselte der ebenfalls an der Universität Tübingen studierte Theologe Georg Liebler, ein Jahr nach der Weihe der St.-Salvator-Kirche, als Gemeindepfarrer von Neckarbischofsheim nach Eschelbronn. Er floh jedoch im Dreißigjährigen Krieg vor der Katholischen Liga wieder nach Neckarbischofsheim, woraufhin die Gemeinde bis zur Übernahme von Johann Gottlieb Widmann (* 24. April 1640, † 23. Juni 1720 in Göttelfingen), der 1667 von der Ortsherrschaft von Eltz als Pfarrer nach Eschelbronn berufen wurde, keine Pfarrei besaß. Auch Widmann hatte zuvor wie seine beiden Vorgänger an der Universität Tübingen studiert und lebte acht Jahre lang in Eschelbronn.

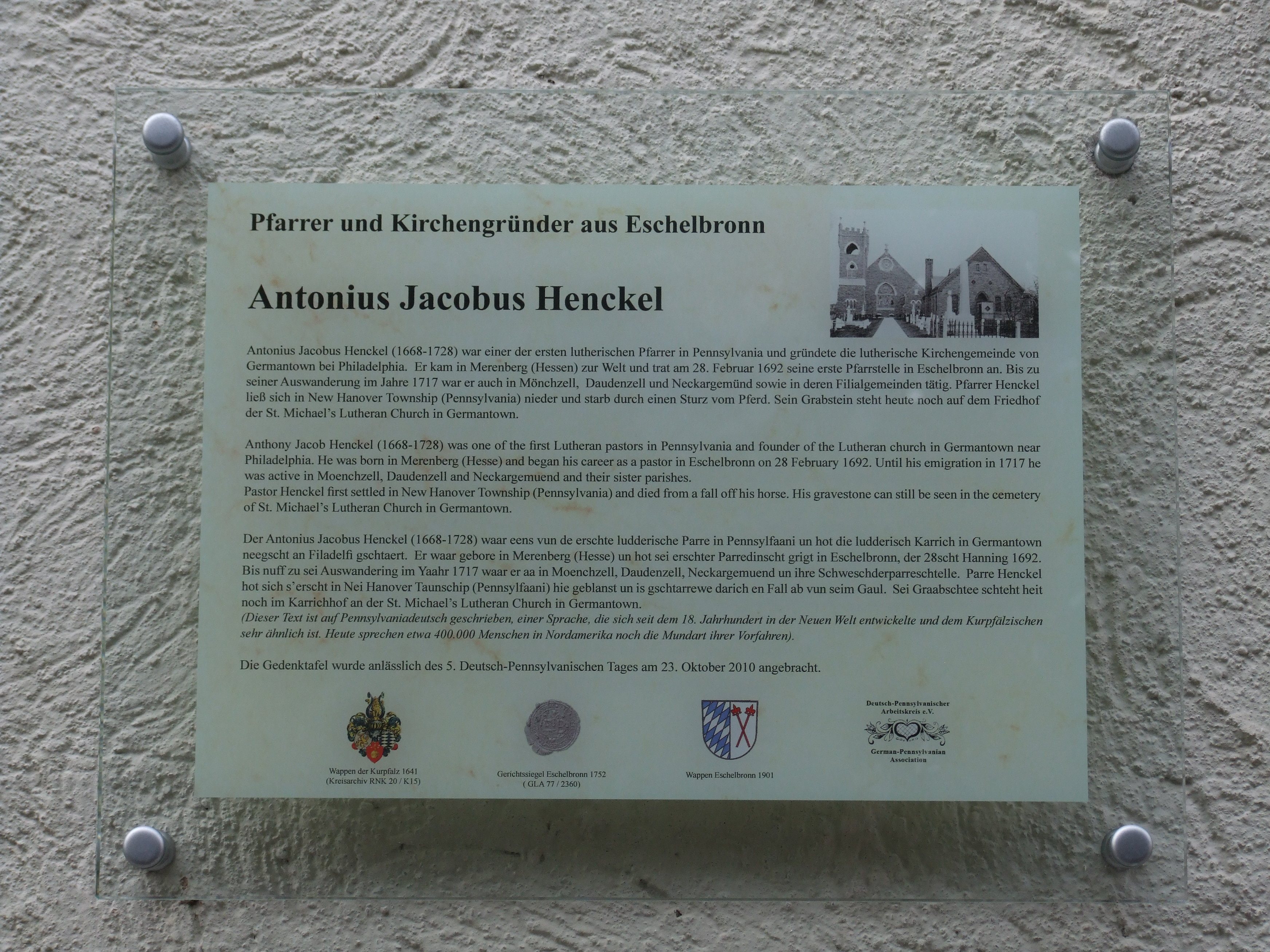
Gedenktafel Antonius Jocobus Henckel an der nachfolgend erbauten Evangelischen Kirche

Am 28. Februar 1692 übernahm der spätere Gründer der ersten lutherischen Kirche in Germantown Antonius Jacobus Henckel die Pfarrei und war dort bis 1695 tätig. Sein Nachfolger war 1696 Josua Harrsch, der durch die Ortsherrschaft von Fels zum Vikar berufen wurde und für zwölf Jahre als Gemeindepfarrer tätig war. Er gilt als Wegbereiter der folgenden Auswanderungswelle.
Später war Heinrich Wilhelm Bätgenius als Pfarrer dokumentiert, der 1747 im Alter von 71 Jahren verstarb, woraufhin Christian Friedrich Glock von dem Ortsherren Franz Erwin von Schönborn als Pfarrer in der evangelisch-lutherischen Kirche eingesetzt wurde.
1750 wurden in der Kirche neue, aus „Collecten“ und „Almosen“ finanzierte Glocken installiert und durch Glock dokumentiert. Er war bis zu seinem Tod im Jahr 1774 als Pfarrer der Gemeinde tätig. Sein Sohn Carl Wilhelm Glock († 1822 in Waldkatzenbach) amtierte ab 1774 als Nachfolger.
Im Jahr 1800 nahmen 78 Bürger am 26. Februar den maroden Zustand des Kirchengebäudes zum Anlass für eine Eingabe an Freifrau Henriette von Venningen mit der Bitte um einen Neubau. Die Baufälligkeit wurde am 16. April 1801 von dem Bauinspektor Köster bestätigt. 1803 ordnete das Amt Dilsberg die Schließung aufgrund des maroden Zustands an. Im gleichen Jahr wechselte Glock, vermutlich aufgrund der Streitigkeiten um einen Neubau mit von Venningen, nach Eberbach. Sein Schwiegersohn Gottlieb Karl Theophil Frank übernahm das Amt am 19. November. Der Abriss-Verordnung wurde 1805 nachgekommen und der Gottesdienst in das Eschelbronner Rathaus verlegt. 1807 wurde die Kirche abgerissen.

## Glocken
Die beiden Glocken die ab 1750 in der Kirche hangen, wurde am 9. September von dem Gießer Johann Paulus Strobel aus Speyer gegossen.
Die Bronze-Glocken besaßen folgende Inschriften:
BW Eschelbronn 317
1750 + Gießerei: Johann Paulus Strobel, Speyer
SUMTIBUS PARTIM AUDITORII ESCHELBR: LUTH: PARTIM ELECEMOHIN / Jerg Hofrichter, Casper Winterbauer.
Almosenpfleger. ... bis ans End der walte nur zu ... Wort.
Goß Mich J. P. STROBEL VON SPEYER 1750.
BW Eschelbronn 318
1750 + Gießerei: Johann Paulus Strobel, Speyer
SUM COMORIS PASTORE EVANGEL. M. C. F. GLOCK PRÄTORE, J. M. Maurer, Judicibus, C. Wetzel, J. Hahn, And. Hailmann, Ludimag. S. Schambach 1750. ....
DIESE GLOCKE GEHÖRT DER ESCHELBRONNER EV: LUTH. GEMEIN GANZ ALLEIN.
GOß MICH J. P. STROBEL VON SPEYER.
Die Glocke BW Eschelbronn 317 bekam 1775 einen Sprung. Sie wurde daraufhin von dem Gießer Anselm Franz Speck aus Heidelberg neu gegossen und nach einer Lieferverzögerung aufgrund eines Engpasses in der Produktion installiert. Die neue Glocke enthielt folgende Inschrift:
BW Eschelbronn 316
1775 + Gießerei: Anselm Franz Speck, Heidelberg
DIESE GLOCKE IST DER ESCHELB: EV. LUTH. GEMEIN GANZ ALLEIN. C. W. GLOCK, PFR. ALLHIE, J. C. BRAUN, SCHULTHEIß, Ch. Scholl, J. Ad. Hahn, J. A. Hailmann, C. Sch... Ger: Verw., J. Joh. Schambach, Schulmeister, Ch. Wetzel, J. Ph. Haug Kirchenvorsteher. Goß mich Ans. Franz. Speck in Heidelberg 1775.